# 1977 en Grèce
Chronologie de la Grèce
- 1973
- 1974
- 1975
- 1976
- 1977
- 1978
- 1979
- 1980
- 1981

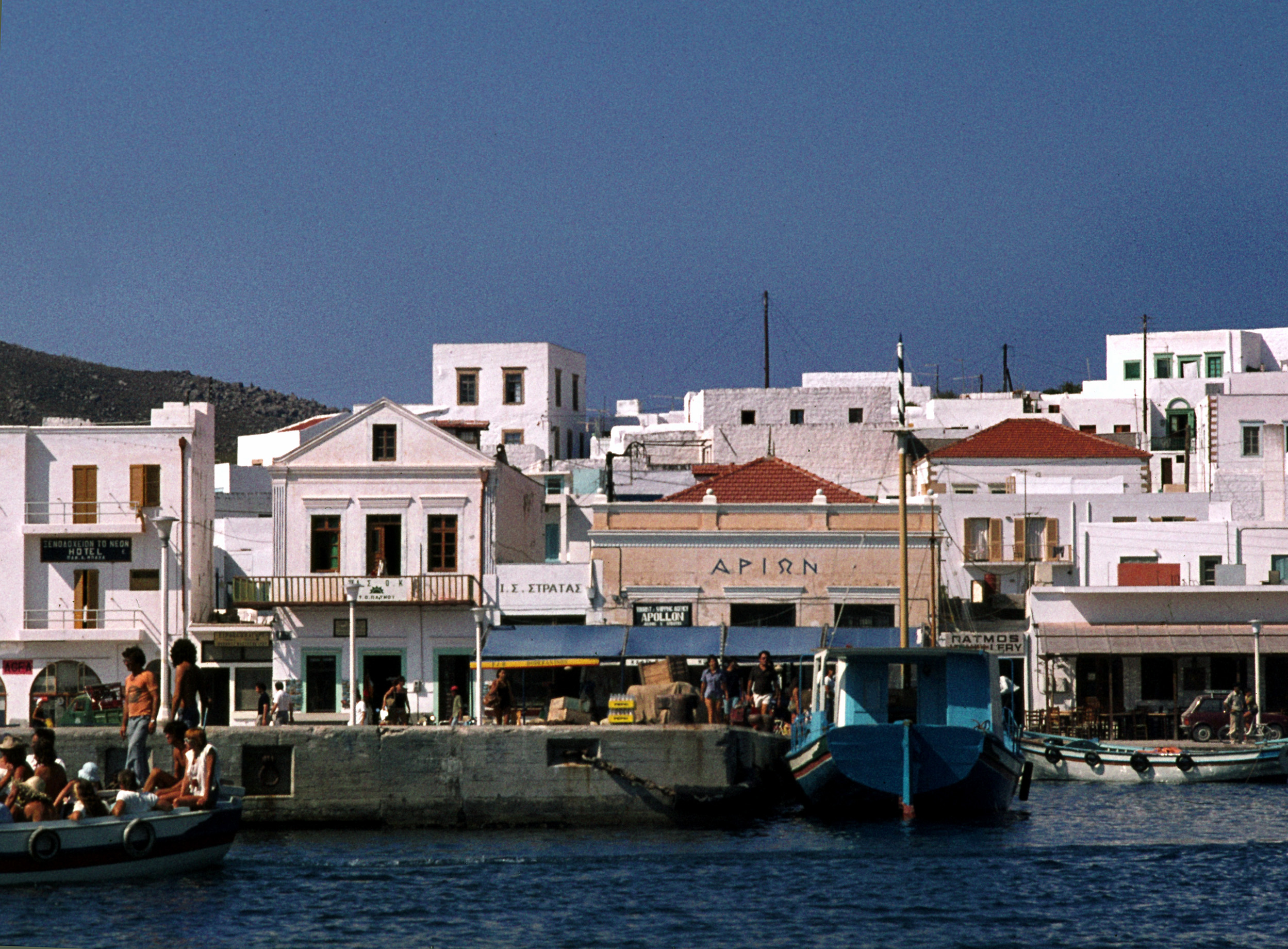
1977 en Grèce

Cette page concerne les évènements survenus en 1977 en Grèce  :

## Évènements
- 20 novembre : Élections législatives grecques
- 28 novembre : Gouvernement Konstantínos Karamanlís VII

## Cinéma - Sortie de film
- 26 septembre-2 octobre : Festival du cinéma grec
- 3-9 octobre : Contre-festival du cinéma grec
- Les Chasseurs
- Idées Fixes - Dies Irae (Variations sur le même sujet)
- Iphigénie
- Vortex ou le Visage de la Méduse

## Sport
- 28 mai-3 juin : Rallye de l'Acropole 1977
- Coupe de Grèce de football (1976-1977) (en)
- Coupe de Grèce de football (1977-1978) (en)
- Championnat de Grèce de football 1976-1977
- Championnat de Grèce de football 1977-1978
- Création des clubs de football Keravnos Perni F.C. (en), Makedonikos Foufas F.C. (en), Mavroi Aetoi Eleftherochori F.C. (en), Pontioi Katerini F.C. (en) et MAS Pydna Kitros F.C. (en).

## Création
- Alignement national (en) (parti politique)
- Alliance des forces du progrès et de la gauche (en)
- Centre culturel européen de Delphes (en)
- Chœur byzantin grec (en)
- École de médecine d'Ioannina (en)
- Musée d'art moderne de Florina (en)
- Musée d'art populaire d'Acharnes
- Musée Gounaropoulos (en)
- Musée juif de Grèce
- Parti des nouveaux libéraux (en)
- Université technique de Crète

## Dissolution
- Gauche démocratique unie
- Parti du 4-Août
- Union du centre démocratique (en)

## Naissance
- Aléxandros Avranás, réalisateur
- Sofía Bekatórou, skipper.
- Níkos Chatzivréttas, basketteur.
- Dionýsis Chiótis, footballeur.
- Dímos Dikoúdis, basketteur.
- Yórgos Karagoúnis, footballeur.
- Néstoras Kómmatos, basketteur.
- Nikólaos Koúzilos, personnalité politique.
- Ekateríni Márkou, personnalité politique.
- Theódoros Papaloukás, basketteur.
- Dimítrios Papanikoláou, basketteur.

## Décès
- Ioánnis Koúlis, professeur d'université et personnalité politique.
- Stélios Perpiniádis, chanteur.